# Águas Formosas
Águas Formosas este un oraș în Minas Gerais (MG), Brazilia. 